# 星ケ丘 (北九州市)
星ケ丘（ほしがおか）は、福岡県北九州市八幡西区の地名。星ケ丘一丁目から七丁目の町がある。住居表示実施済み。郵便番号は807-1264。

## 地理
八幡西区の南端に位置し、北は大字笹田、西は大字野面に接する。また東から南にかけて直方市と接する。

### 湖沼
- 浦田池

## 地域の特徴
1990年代に山林を開発した住宅地。二丁目には星ヶ丘小学校がある。また、直方市に入ってすぐのところにはイオンモール直方がある。町内に鉄道駅は無く、最寄り駅は筑豊電気鉄道遠賀野駅となる。

## 歴史
この辺りは大字野面および大字笹田の字、七田と呼ばれていた場所である。また大字野面側の星ケ丘七丁目北側付近は市営栄町団地、栄町公民館に代表されるよう栄町と呼ばれており、星ケ丘七丁目の公園名も栄町公園となっている。

### 沿革
- 1995年（平成7年）6月1日 - 星ケ丘一丁目 - 七丁目新設[4][5]。

### 町名の変遷
| 実施内容          | 実施年月日              | 実施後       | 実施前                     |
| ----------------- | ----------------------- | ------------ | -------------------------- |
| 町名新設 住居表示 | 1995年（平成7年）6月1日 | 星ケ丘一丁目 | 大字笹田の一部             |
| 町名新設 住居表示 | 1995年（平成7年）6月1日 | 星ケ丘二丁目 | 大字笹田の一部             |
| 町名新設 住居表示 | 1995年（平成7年）6月1日 | 星ケ丘三丁目 | 大字笹田の一部             |
| 町名新設 住居表示 | 1995年（平成7年）6月1日 | 星ケ丘四丁目 | 大字笹田の一部             |
| 町名新設 住居表示 | 1995年（平成7年）6月1日 | 星ケ丘五丁目 | 大字笹田の一部             |
| 町名新設 住居表示 | 1995年（平成7年）6月1日 | 星ケ丘六丁目 | 大字笹田，大字野面の各一部 |
| 町名新設 住居表示 | 1995年（平成7年）6月1日 | 星ケ丘七丁目 | 大字笹田，大字野面の各一部 |

## 世帯数と人口
2025年（令和7年）3月31日現在（北九州市発表）の世帯数と人口は以下の通りである。
| 町           | 世帯数    | 人口    |
| ------------ | --------- | ------- |
| 星ケ丘一丁目 | 482世帯   | 1,212人 |
| 星ケ丘二丁目 | 350世帯   | 851人   |
| 星ケ丘三丁目 | 490世帯   | 1,142人 |
| 星ケ丘四丁目 | 214世帯   | 554人   |
| 星ケ丘五丁目 | 242世帯   | 660人   |
| 星ケ丘六丁目 | 258世帯   | 595人   |
| 星ケ丘七丁目 | 203世帯   | 518人   |
| 計           | 2,239世帯 | 5,532人 |

### 人口の変遷
国勢調査による人口の推移。
| 1995年（平成7年）  | 552人   | [ 6 ]  |  |
| 2000年（平成12年） | 4,282人 | [ 7 ]  |  |
| 2005年（平成17年） | 5,744人 | [ 8 ]  |  |
| 2010年（平成22年） | 6,375人 | [ 9 ]  |  |
| 2015年（平成27年） | 6,156人 | [ 10 ] |  |
| 2020年（令和2年）  | 5,688人 | [ 11 ] |  |

### 世帯数の変遷
国勢調査による世帯数の推移。
| 1995年（平成7年）  | 153世帯   | [ 6 ]  |  |
| 2000年（平成12年） | 1,219世帯 | [ 7 ]  |  |
| 2005年（平成17年） | 1,597世帯 | [ 8 ]  |  |
| 2010年（平成22年） | 1,834世帯 | [ 9 ]  |  |
| 2015年（平成27年） | 1,874世帯 | [ 10 ] |  |
| 2020年（令和2年）  | 1,925世帯 | [ 11 ] |  |

## 学区
市立小・中学校に通う場合、学区は以下の通りとなる。
| 町           | 街区 | 小学校                 | 中学校                 |
| ------------ | ---- | ---------------------- | ---------------------- |
| 星ケ丘一丁目 | 全域 | 北九州市立星ヶ丘小学校 | 北九州市立木屋瀬中学校 |
| 星ケ丘二丁目 | 全域 | 北九州市立星ヶ丘小学校 | 北九州市立木屋瀬中学校 |
| 星ケ丘三丁目 | 全域 | 北九州市立星ヶ丘小学校 | 北九州市立木屋瀬中学校 |
| 星ケ丘四丁目 | 全域 | 北九州市立星ヶ丘小学校 | 北九州市立木屋瀬中学校 |
| 星ケ丘五丁目 | 全域 | 北九州市立星ヶ丘小学校 | 北九州市立木屋瀬中学校 |
| 星ケ丘六丁目 | 全域 | 北九州市立星ヶ丘小学校 | 北九州市立木屋瀬中学校 |
| 星ケ丘七丁目 | 全域 | 北九州市立星ヶ丘小学校 | 北九州市立木屋瀬中学校 |

## 交通

### バス
| 運行事業者                        | 停留所               | 系統          | 備考                            |
| --------------------------------- | -------------------- | ------------- | ------------------------------- |
| 西鉄バス北九州                    | 星ヶ丘五丁目         | 快速 53番系統 |                                 |
| 西鉄バス北九州                    | 星ヶ丘四丁目         | 快速 53番系統 |                                 |
| 西鉄バス北九州                    | 星ヶ丘東公園前       | 快速 53番系統 |                                 |
| 西鉄バス北九州                    | 星ヶ丘二丁目         | 快速 53番系統 |                                 |
| 西鉄バス北九州                    | 星ヶ丘一丁目         | 快速 53番系統 |                                 |
| 西鉄バス北九州                    | 星ヶ丘団地入口       | 快速 53番系統 |                                 |
| おでかけ交通 (運行：第一観光バス) | 星ヶ丘市民センター前 |               | 平日のみ運行 愛称：ふれあいバス |
| おでかけ交通 (運行：第一観光バス) | 星ヶ丘一丁目         |               | 平日のみ運行 愛称：ふれあいバス |
| おでかけ交通 (運行：第一観光バス) | 星ヶ丘東公園         |               | 平日のみ運行 愛称：ふれあいバス |
| おでかけ交通 (運行：第一観光バス) | 星ヶ丘四丁目         |               | 平日のみ運行 愛称：ふれあいバス |
| おでかけ交通 (運行：第一観光バス) | イオン入口           |               | 平日のみ運行 愛称：ふれあいバス |
| おでかけ交通 (運行：第一観光バス) | 星ヶ丘五丁目         |               | 平日のみ運行 愛称：ふれあいバス |
| おでかけ交通 (運行：第一観光バス) | 星ヶ丘整骨院前       |               | 平日のみ運行 愛称：ふれあいバス |

おでかけ交通は片経路の循環路線であり、星ケ丘一丁目停留所から星ヶ丘整骨院前停留所までは片側のみにバス停が設けられているため、星ヶ丘市民センター前停留所を除き下の停留所から上の停留所への利用はできない。また、西鉄バス北九州とおでかけ交通で同一のバス停名が存在するが距離が離れており、特におでかけ交通の星ヶ丘一丁目停留所は西鉄バスの星ヶ丘一丁目停留所と星ヶ丘二丁目停留所のほぼ中間に位置している。
- 北九州市小倉から：砂津バスセンター・小倉駅から星ヶ丘五丁目行き快速に乗車し、上記各バス停で下車。
- 北九州市黒崎から︰西鉄黒崎バスセンター から星ヶ丘五丁目・イオンモール直方行き53番に乗車し、上記各バス停で下車。

## 施設

### 公共施設
- 星ヶ丘集会場

### 教育施設
- 北九州市立星ヶ丘小学校

### 商業施設
- ホームプラザナフコ 星ヶ丘店
- ドラッグストアモリ 星ヶ丘店
- セブンイレブン 星ヶ丘店

### 公園
- 栄町公園
- 星ヶ丘公園
- 星ヶ丘北公園
- 星ヶ丘中央公園
- 星ヶ丘東公園
- 星ヶ丘南公園